# Macromyzus woodwardiae
Macromyzus woodwardiae är en insektsart som först beskrevs av Takahashi, R. 1921.  Macromyzus woodwardiae ingår i släktet Macromyzus och familjen långrörsbladlöss. Inga underarter finns listade i Catalogue of Life.